# تپه گور کوبزرگ
تپه گور کوبزرگ مربوط به دوران‌های تاریخی پس از اسلام است و در شهرستان بیجار، بخش چنگ الماس، روستای گوجه کند واقع شده و این اثر در تاریخ ۱۰ دی ۱۳۸۱ با شمارهٔ ثبت ۶۹۳۸ به‌عنوان یکی از آثار ملی ایران به ثبت رسیده است.